# عنصرية ثقافية

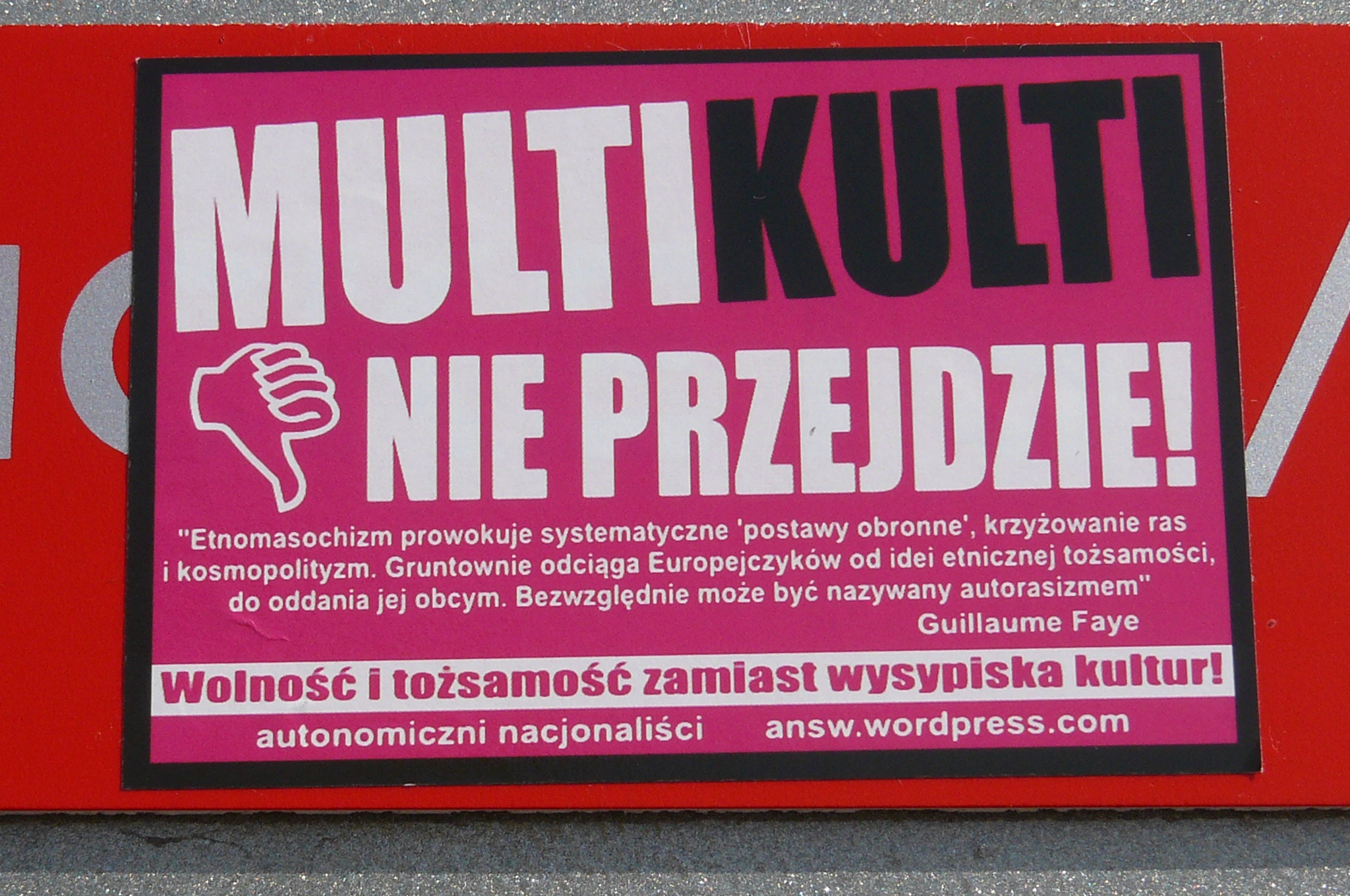

العنصرية الثقافية، وتسمى أحيانًا العنصرية الحديثة، أو العنصرية الجديدة، أو عنصرية ما بعد الحداثة، أو العنصرية التفاضلية، هي مفهوم يطلَق على التحيّز والتمييز على أساس الاختلافات الثقافية بين المجموعات الإثنية أو العرقية. وهذا يشمل فكرة أن بعض الثقافات تتفوّق على غيرها، وأن الثقافات المتنوعة غير متوافقة بشكل أساسي ويجب ألا تتعايش في نفس المجتمع أو الدولة. تختلف العنصرية الثقافية عن العنصرية البيولوجية أو العلمية التي تعني التحيّز والتمييز المبني على الاختلافات البيولوجية الملحوظة بين المجموعات الإثنية أو العرقية.
طوّر باحثون من أوروبا الغربية، مثل: مارتن باركر وإتيان باليبار وبيير أندريه تاغييف، مفهوم العنصرية الثقافية في الثمانينيات والتسعينيات من القرن العشرين. ناقش هؤلاء المنظّرون بأن معاداة المهاجرين الواضحة آنذاك في البلدان الغربية يجب أن يطلَق عليها مسمّى عنصرية، وهو مصطلح استُخدم لوصف التمييز على أساس العِرق البيولوجي الملحوظ منذ أوائل القرن العشرين. وناقشوا أن العنصرية البيولوجية أصبحت أقل انتشارًا تدريجيًا في المجتمعات الغربية خلال النصف الثاني من القرن العشرين، ومع ذلك حلّت محلها عنصرية ثقافية جديدة بُنيت على الاعتقاد بوجود اختلافات ثقافية جوهرية لا يمكن تجاهلها. وأشاروا إلى أن الحركات اليمينية المتطرفة مثل نوفيل دروات الفرنسية روّجت لهذا التغيير.
طُرحت ثلاث حجج رئيسية تبيّن لمَ يجب اعتبار الاعتقاد بوجود اختلافات ثقافية جوهرية لا يمكن تجاهلها تصرّفًا عنصريًّا. الحجة الأولى: العداء على أساس ثقافي يمكن أن يؤدي إلى نفس الممارسات التمييزية والمسيئة التي تنتج عن الاعتقاد بوجود اختلافات بيولوجية جوهرية، مثل الاستغلال أو الاضطهاد أو الإبادة. والحجة الثانية: الاعتقاد بوجود اختلاف بيولوجي وثقافي غالبًا ما يكون مترابطًا وأن العنصريين البيولوجيين يستخدمون ادعاءات الاختلاف الثقافي للترويج لأفكارهم في السياقات التي تكون فيها العنصرية البيولوجية غير مقبولة اجتماعيًا. أما الحجة الثالثة: تعترف فكرة العنصرية الثقافية بأنه في العديد من المجتمعات، تعرّضت مجموعات كالمهاجرين والمسلمين للتصنيف العرقي، إذ بات يُنظر إليها على أنها مجموعات اجتماعية متباينة ومنفصلة عن الأغلبية على أساس سماتها الثقافية. جادل أولئك المتأثرون بالتعليم النقدي الذين يدعون إلى القضاء على العنصرية الثقافية في البلدان الغربية أنه يجب القيام بذلك من خلال تعزيز التعليم متعدد الثقافات ومناهضة العنصرية في المدارس والجامعات.
أُثير جدلٌ حول جدوى هذا المفهوم. جادل بعض الباحثين أن التحيّز والعداء القائم على الثقافة يختلف اختلافًا كبيرًا عن العنصرية البيولوجية ومن غير المناسب استخدام مصطلح «العنصرية» لكليهما. ووفقًا لهذا الرأي، إن إدراج التحيّز الثقافي ضمن مفهوم العنصرية يؤدي إلى اتساع المفهوم وإضعاف جدواه. أُثير بين الباحثين الذين استخدموا مفهوم العنصرية الثقافية جدلٌ حول مجالها. جادل بعض الباحثين أنه يجب اعتبار رهاب الإسلام شكلًا من أشكال العنصرية الثقافية. اختلف آخرون معهم بحجة أن العنصرية الثقافية تتعلق برموز الاختلاف المرئية مثل الملابس والمطبخ واللغة، بينما يتعلق رهاب الإسلام في المقام الأول بالعداء على أساس المعتقدات الدينية لشخص ما.

## المفهوم
أُطلقت على مفهوم «العنصرية الثقافية» مسمّياتٌ متنوعة، لا سيما عندما طوّره المنظّرون الأكاديميون في الثمانينيات وأوائل التسعينيات من القرن العشرين. سمّاه الباحث البريطاني في دراسات الإعلام والدراسات الثقافية مارتن باركر بـ «العنصرية الجديدة»، في حين فضّل الفيلسوف الفرنسي إتيان باليبار مسمّى «العنصرية الحديثة»، وبعد ذلك «العنصرية الثقافية التفاضلية». استخدم فيلسوف فرنسي آخر، بيير أندريه تاغييف، مصطلح «العنصرية التفاضلية»، في حين استُخدم مصطلح مشابه في الأدب هو «عنصرية الاختلاف الثقافي». أما عالم الاجتماع الإسباني رامون فليشا فاستخدم مصطلح «عنصرية ما بعد الحداثة».
يُعدّ مصطلح «العنصرية» أحد أكثر الكلمات المستخدمة في العلوم الاجتماعية إثارةً للجدل والغموض. وصفه باليبار بأنه مفهوم يحمل «توترًا شديدًا» و «التباسًا كبيرًا». إن الاستخدام الأكاديمي للمصطلح معقد بسبب شيوع الكلمة في الخطاب الشعبي أيضًا، كمصطلح «للاستغلال السياسي» على الأغلب؛ فالعديد ممن يعدّون أنفسهم «مناهضين للعنصرية» يستخدمون مصطلح «العنصرية» بطريقة عامة وغير محددة.
استُخدمت كلمة «عنصرية» في اللغة الفرنسية في أواخر القرن التاسع عشر، إذ استخدمها القوميون الفرنسيون لوصف أنفسهم وإيمانهم بتفوّق الشعب الفرنسي على المجموعات الأخرى. يرجع أقدم استخدام مسجّل لمصطلح «العنصرية» في اللغة الإنجليزية إلى عام 1902، وفي النصف الأول من القرن العشرين استُخدمت الكلمة بالتبادل مع مصطلح «التصنيف العنصري». وفقًا لتاغييف، استُخدم عادةً مصطلح «العنصرية» حتى الثمانينيات من القرن العشرين لوصف «نظرية الأعراق بشكل أساسي، في حين استُخدم المصطلح الثاني المختلف وغير المترادف في المصطلحات البيولوجية والصراع الأبدي للسيطرة على الأرض».
جاء انتشار مصطلح «العنصرية» في الدول الغربية في وقت لاحق، عندما استُخدم بشكل متزايد لوصف السياسات المعادية للسامية التي سنّتها ألمانيا النازية خلال ثلاثينيات وأربعينيات القرن العشرين. نشأت هذه السياسات من اعتقاد الحكومة النازية بأن اليهود شكّلوا عرقًا مختلفًا بيولوجيًا ومنفصلًا عما اعتقد النازيون بأنه عرق الشمال الذي يسكن شمال أوروبا. ازداد انتشار المصطلح في الخمسينيات والستينيات من القرن العشرين وسط حملة حركة الحقوق المدنية لإنهاء عدم المساواة بين الأعراق في الولايات المتحدة. بعد الحرب العالمية الثانية، عندما هُزمت ألمانيا النازية وطوّر علماء الأحياء علم الوراثة، بدأت تتراجع الفكرة القائمة على أن الأنواع البشرية منقسمة إلى أعراق متباينة بيولوجيًا. وأعلن المناهضون للعنصرية أن الصحة العلمية وراء العنصرية بات مشكوكًا فيها.
منذ الثمانينيات من القرن العشرين فصاعدًا، ساد جدل كبير -خاصة في بريطانيا وفرنسا والولايات المتحدة- حول العلاقة بين العنصرية البيولوجية والتحيّز على أساس الاختلاف الثقافي. عند هذه النقطة، رفض معظم الباحثين في النظرية العرقية النقدية فكرة وجود أعراق متباينة بيولوجيًا، وناقشوا أن «العِرق» مفهوم تشكّل ثقافيًا ونشأ من الممارسات العنصرية. جادل هؤلاء المنظرون الأكاديميون بأن معاداة المهاجرين الواضحة في أوروبا الغربية خلال العقود الأخيرة من القرن العشرين يجب اعتبارها «عنصريةً» ولكنهم اعترفوا بأنها مختلفة عن الظواهر التاريخية التي يطلق عليها عادة «عنصرية»، مثل معاداة السامية العنصرية أو الاستعمار الأوروبي. لذا قالوا إن الأشكال التاريخية للعنصرية كانت مبنية على أفكار الاختلاف البيولوجي، في حين إن «العنصرية» الجديدة تستند إلى الاعتقاد بأن المجموعات المختلفة غير متوافقة ثقافيًا مع بعضها بعضًا.